# Římskokatolická farnost Hartvíkovice
Římskokatolická farnost Hartvíkovice je územní společenství římských katolíků v Hartvíkovicích, s farním kostelem svatého Jiljí.

## Území farnosti
Do farnosti náleží území těchto obcí:
- Hartvíkovice s kostelem sv. Jiljí,
- Okarec s kapličkou,
- Popůvky s kaplí sv. Jana Nepomuckého,
- Sedlec s kaplí sv. Anny a sv. Jeronýma,
- Třesov s kapličkou.

## Historie farnosti
První písemné zmínky o hartvíkovické farnosti jsou z roku 1345, první zmínka o kostele pochází z roku 1340. Podle záznamů z roku 1564 byly součástí zdejší farnosti obce Valeč a Dalešice. Farnost se udržela dlouho jako katolická, až po roce 1550 se zde začali vzmáhat protestanti. V roce 1598 přepadli faru, faráře zavraždili a kostel i faru s celým vybavením spálili. Poté si objekty upravili pro svoje bohoslužby. Tento stav trval až do roku 1620. Po bitvě na Bíle hoře byl vyhnán protestantský kazatel. Pro nedostatek katolických kněží zůstala fara ale dalších sto let neobsazena. Byla přifařena nejprve do Mohelna a poté do Náměště. Roku 1739 byla zřízena v Koněšíně expozitura a k ní byl hartvíkovický kostel přidělen.

## Duchovní správci
Až do roku 1993 sídlil farář přímo v obci. Od tohoto roku je duchovním správcem farnosti farář z náměšťské farnosti. Od 1. srpna 2008 jím byl jako administrátor excurrendo R. D. Mgr. Jan Nekuda. Toho od září 2016 vystřídal R. D. Mgr. Tomáš Holý. Od 1. srpna 2023 je administrátorem excurrendo R. D. Vladimír Langer.

## Bohoslužby
| Kostel        | Místo        | Bohoslužba (den) | Hodina     | Poznámka     |
| ------------- | ------------ | ---------------- | ---------- | ------------ |
| svatého Jiljí | Hartvíkovice | neděle čtvrtek   | 8.00 18.00 | farní kostel |

## Aktivity ve farnosti
Dnem vzájemných modliteb farností za bohoslovce a bohoslovců za farnosti brněnské diecéze je 30. červen. Adorační den připadá na 23. únor.
V letech 2004 až 2008 byl kostel zrekonstruován. V roce 2016 byla na kostele opravena střecha a kostel získal novou krytinu. 
Ve farnosti působí společenství dětí a rodičů HA-RYBIČKY.